# 三岳村 (長野県)

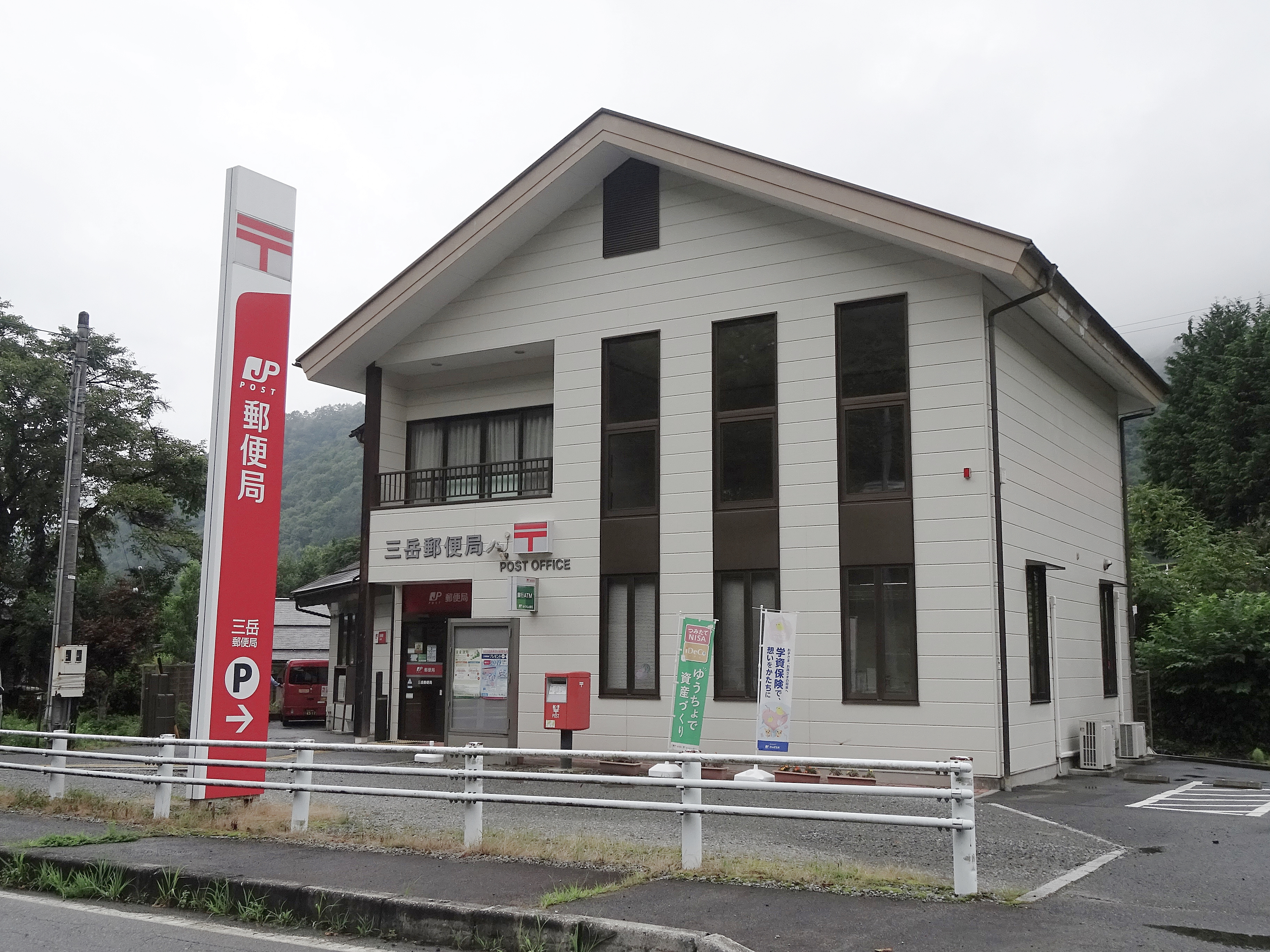
三岳郵便局

三岳村（みたけむら）は、長野県木曽郡にあった村。

## 地理
長野県の南西部に位置し、御嶽山の東側山麓にあたる。
王滝川、西野川、本洞川等の河川の浸食作用で谷がいくつも形成され、川沿いに集落が点在している。
平坦地は少なく、黒沢地区に村役場、郵便局、駐在所、小中学校、保育園の村の主要施設があり、中心部となっている。

### 隣接していた自治体
- 長野県
  - 木曽郡 上松町、開田村、木曽福島町、王滝村、
- 岐阜県
  - 下呂市

## 歴史

### 村名の由来
御嶽山、乗鞍岳、木曽駒ヶ岳の3つの名峰が見られることから名付けられた。

### 沿革
- 1874年（明治7年）9月7日 - 筑摩県筑摩郡三尾村及び黒沢村が合併して、三岳村が発足する。
- 1876年（明治9年）8月21日 - 長野県の所属となる。
- 1878年（明治11年）1月4日 - 郡区町村編制法の施行により、西筑摩郡の所属となる。
- 1889年（明治22年）4月1日 - 町村制の施行により、三岳村の区域をもって、三岳村が発足する。
- 1968年（昭和43年）5月1日 - 西筑摩郡が名称を変更して、木曽郡となる。
- 2005年（平成17年）11月1日 - 木曽福島町、日義村、開田村及び三岳村が合併して、木曽町が発足する。

## 友好都市
- 三好町（愛知県）
  - 1983年10月14日友好提携

## 名所・旧跡
- 黒沢御嶽神社
- 普門寺
- 大泉寺
- 油木美林
- 百聞滝
- 白川氷柱群
- 御岳梅園
- 大祓滝
- 木曽温泉
- 三岳のブッポウソウ繁殖地
- 若宮遺跡